# Герб Вінниці
Герб Ві́нниці — офіційний символ міста Вінниця, адміністративного центру Вінницької області. Затверджений 16 травня 1993 року рішенням № 28 сесії Вінницької міської ради.

## Історичні герби

### У литовсько-польській державі
Першими на території сучасної України магдебурзьке право дістали вже у XIV ст. міста Галичини, Поділля, Волині, пізніше — Київщини, Сіверщини, Слобожанщини та Півдня. 1640 року його дістала Вінниця. Того ж року Владиславом IV наданий і герб міста — дві шаблі і гачки. Хрест, що переходить у два гачки, використовувався на міських печатках протягом 300 років. Дві схрещені шаблі символізують прикордонне розташування міста.

### Герб у Російській імперії

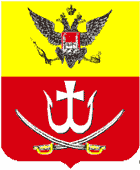
Герб часів Російської імперії (1796)

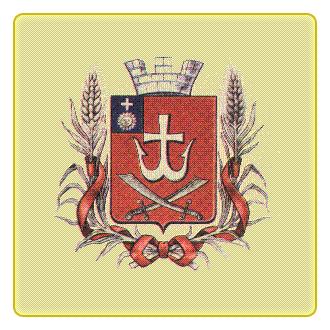
Проєкт Б.Кене (1860)

Після приєднання Правобережжя до роської імперії з 1793 Вінниця стала центром Брацлавського намісництва. Герб Вінниці у Російській імперії був затверджений досить швидко — 22 січня 1796 року.
У верхній частині щита на тлі імперського двоголового орла зображений брацлавський герб (на згадку про колишню належність Вінниці до Брацлавського воєводства). У нижній частині — герб, який був даний в 1650 році польським королем Яном Казимиром. Герб у нижній частині являє собою золоту вуду, яка розділена на два жала і в корені містить хрест. Під удою покладені косим хрестом два мечі.
15 березня 1860 р. Б. Кене розроблений проєкт нового герба міста: в червоному полі золота вуда на два жала, що розділені в сторони, яка має в корені хрест і під якою навскісним хрестом покладені два мечі. У вільній частині — герб Подільської губернії. Щит увінчаний срібною міською короною з трьома вежками та обрамований двома золотими колосками, що оповиті Олександрівською стрічкою. Затвердження не отримав.

### У Радянському Союзі

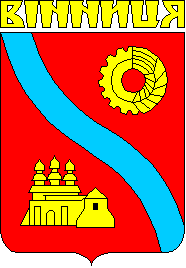
Герб радянського часу

За обставин Радянського Союзу територіальна символіка виявилася зовсім зайвою: тоталітарна імперія не потребувала від своїх складових — республік, країв, областей, районів, міст і сіл — нічого своєрідного. Скрізь, де раніше використовувався міський знак — на печатках органів місцевого самоврядування, культурних та освітніх установ, громадських організацій, на урочистостях чи офіційних церемоніях, — його замінили державний герб і прапор.
Хрущовська «відлига» повернула добре ім'я міській геральдиці. Це засвідчили статті письменників Д. Граніна «Хай у міста буде герб» в «Ізвєстіях» 17 листопада 1959 року та Є. Долматовського «Відродимо геральдику наших міст» у «Совєтській культурі» 28 травня 1963 року. Письменницьке слово ніби підштовхнуло громадську думку, проте широкий суспільний рух, за радянськими канонами, мав започаткувати робітничий клас. Отож 25 червня 1965 року в «Ленінградській правді» було опубліковано цікаву статтю Д. Валявіна, майстра Адміралтейського заводу, депутата Верховної Ради РРФСР, «Емблема доблесті, честі та слави». Вже через п'ять днів центральні «Ізвєстія» повідомили про ініціативу «Ленінградської правди». Відгукнулася й столиця: 17 вересня 1966 року в «Московській правді» з'явилась колективна стаття п'яти відомих у країні людей — Героя Соціалістичної Праці робітника В. Єрмілова, лауреата Ленінської премії скульптора С. Конєнкова, археолога й історика академіка Б. Рибакова, письменника Л. Нікуліна, директора Музею історії та реконструкції Москви Л. Ястрембського — під назвою «Герб Москви». Після цієї публікації розпочався конкурс на найкращий проєкт герба міста. У грудні того ж року оголошено і перший відкритий конкурс на герб Києва. Згодом хвиля міського герботворення охопила периферію. На Поділлі серед перших міські герби затвердили Кам'янець-Подільський (1967), Вінниця (1969), Могилів-Подільський (1970), Тульчин (1970), Хмельницький (1971) та, за деякими відомостями, Бар.
Затвердженню гербів передували відкриті конкурси, участь у який міг взяти практично кожний. Потім відбувались широкі дискусії, обговорення проєктів. Висловлювались журналісти, художники, мистецтвознавці, письменники, вчені, вчителі, краєзнавці, студенти, пенсіонери…
21 лютого 1969 року затверджений герб Вінниці (художник А. Працків). Це червоний щит з написом вгорі «Вінниця». Щит перерізано по діагоналі блакитною смугою (вона символізує річку Південний Буг). У верхній частині праворуч фігура, утворена половиною шестерні та колоссям (на ознаку промислового розвитку міста і сільськогосподарського характеру краю; ця фігура також символізує «єдність робітничого класу і селянства»). У нижню частину ліворуч вписано зображення старовинної башти (мурів). Поєднання червоного і блакитного кольорів, за описом, виходить з кольорів Державного прапора УРСР.
Графічно герб скомпонований досить вдало. Але в ньому не відображена автентична історична символіка Вінниці, натомість з'явилися елементи (шестерня та колоски), типові для багатьох гербів і тому невиразні.

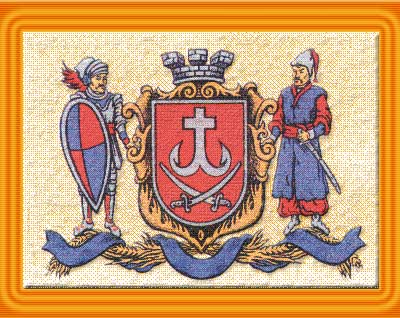
Сучасний Великий герб Вінниці

## Сучасний герб
16 травня 1993 р. рішенням № 28 сесія Вінницької міської ради затвердила малий герб: у червоному полі срібний хрест, нижня частина якого розділена і переходить у два гачки, відвернені один вліво, другий вправо; під ним схрещені лезом назовні шаблі.
Щит обрамований декоративним картушем та увінчаний срібною міською короною з трьома вежками.
У великому гербі щитотримачами виступають давньолитовський воїн та козак.